# Наименования Богородицы
Богородица (греч. Θεοτόκος) известна под различными наименованиями, также называемыми Марианскими титулами: Дева Мария, Благословенная Мать (англ. Blessed Mother), Мадонна (греч. Δέσποινα), Богоматерь (англ. Our Lady, фр. Notre Dame). Также применяются эпитеты (Мария Звезда Морская, Царица Небесная, Причина Нашей Радости), воззвания (Богородица, Панагия, Мать Милосердия) и другие имена (Святая хижина, Дева Мария Гваделупская).
Все эти наименования относятся к одному и тому же человеку по имени Мария, матери Иисуса Христа (в Новом Завете), однако используются католиками, православными, Церквями Востока и некоторыми англиканами по-разному (примечание: Мария Магдалина, Мария Клопа и Мария Саломея — это люди, отличные от Марии, матери Иисуса).
Многие из данных Марии наименований носят догматический характер. Другие имена являются поэтическими или аллегорическими. Они имеют меньший канонический статус или не имеют его вовсе, но являются частью народного благочестия, обладая различной степенью признания со стороны духовенства. Ещё большее количество наименований относится к изображениям Девы Марии в истории искусства.

## Историко-культурный контекст
У существования относительно большого количества наименований, данных Марии, несколько причин и значений. Некоторые возникли по географическим и культурным причинам, например, благодаря почитанию определённых икон. Другие были связаны с явлениями Девы Марии.
Помощь Марии — то, что востребовано людьми для удовлетворения широкого спектра потребностей в различных ситуациях. Это привело к формулированию многих титулов (хороший совет, помощь больным и т. д.). Помимо этого, размышления и молитвы о различных аспектах роли Девы Марии в жизни Иисуса привели к появлению дополнительных титулов, таких как Богоматерь скорбящая. Другие наименования были получены из догм и доктрин, таких как Непорочное зачатие.
Культ Марии или «культ преданности» утвердился в 431 году, когда на соборе в Эфесе Богородица или Мария — носительница (или мать) Бога стала догмой. Отныне Марианская преданность, в центре которой — тонкие и сложные отношения между Марией, Иисусом и Церковью, расцвела сначала на Востоке, а затем на Западе.
В XVI и XVII веках Реформация уменьшила роль Марии во многих частях Северной Европы. Тридентский собор и Контрреформации усилили Марианскую преданность на Западе. Примерно в то же время Мария стала орудием евангелизации в Северной и Южной Америке, а также в некоторых частях Азии и Африки, например, благодаря явлениям Богоматери Гваделупской, что привело к большому количеству обращений в христианство в Мексике.
Начиная с XVII века, после Реформации, барочная литература о Марии испытала невиданный подъём — более чем 500 страниц мариологических трактатов лишь за XVII век. В эпоху Просвещения акцент на научном прогрессе и рационализме поставил католическую теологию и мариологию в оборонительную позицию до такой степени, что к концу XVIII века в защиту мариологии были написана такая книга, как «Слава Марии» Альфонсо Лигуори.

## Догматические наименования
- Матерь Божия: Эфесский собор постановил в 431 году, что Мария — Богородица, потому что её сын Иисус — и Бог, и человек: одна Божественная Личность с двумя природами (Божественной и человеческой)[4]. Это имя было переведено на Западе как Матерь Божья (лат. Mater Dei) или Богоматерь. Отсюда и название «Пресвятая Мать» (англ. Blessed Mother).
- Дева Мария: учение о вечной девственности Марии развилось в раннем христианстве и преподавалось ранними отцами, такими как Ириней Лионский, Климент Александрийский и др[5]. В четвёртом веке «вечная дева» (приснодева) стало популярным наименованием для Марии[6]. Вариации на это включают в себя «Дева Мария», «Пресвятая Дева», «Пресвятая Дева Мария» и «Супруга Святого Духа». Вечная девственность Марии была объявлена догмой Латеранским собором 649 года.
- Непорочное зачатие: догма о том, что Мария была зачата без первородного греха, была определена в 1854 году апостольской конституцией папы Пия IX Inneffabilis Deus. Это создало титулы «Богоматерь Непорочного зачатия» (англ. Our Lady of the Immaculate Conception) и «Царица, без первородного греха зачатая» (англ. Queen Conceived Without Original Sin). Непорочное зачатие также почитается под названиями Богоматери Кайсейс[англ.] (Филиппины)[7], Остробрамской Богоматери Ворот Зари в Вильнюсе, Богоматерь руководства[англ.] и Богоматерь Саламбао[англ.], также на Филиппинах.
- Вознесение: Вера в то, что Дева Мария была принята телом и душой на небеса после завершения её земной жизни, была объявлена догмой в 1950 году папой Пием XII в апостольской конституции Munificentissimus Deus. Из этого вытекают наименования «Успенская Богоматерь» (англ. Our Lady of Assumption) и «Царица, на небеса вознесенная» (англ. Queen Assumed Into Heaven). Эта догма также отражена в преданности Богоматери Та'Пину на Мальте.

## Ранние наименования Марии
«Наша Владычица» — это общее название, которое Марии дают в знак уважения и чести. По-французски её называют «Нотр-Дам» (фр. Notre Dame), а по-испански она «Нуэстра Сеньора» (исп. Nuestra Señora).
- Мария как «Новая Ева» — такое определение было ещё во второй половине II века. Иустин Философ (он же — Иустин Мученик) (100—165) обосновал связь в своем «Диалоге с Трифоном[англ.]*». Эта идея позже была развита Иринеем[9].
- Иоанн Златоуст в 345 году стал первым человеком, использовавшим для Марии наименование „Помощь христианам»[англ.]. Дон Боско способствовал утверждению почитания Марии под этим именованием.
- «Мария Звезда Морская» — «Стелла Марис» или «Богоматерь Звезда Морская» — древнее название Девы Марии, которое подчеркивало её роль в качестве символа надежды и путеводной звезды для христиан. Приписывается Иерониму Стридонскому и цитируется Пасхасием Радбертусом.

| русский                                                   | латынь                                | греческий                      | английский                                 | примечания |
| --------------------------------------------------------- | ------------------------------------- | ------------------------------ | ------------------------------------------ | --- |
| Мария                                                     | Maria                                 | Мариам (Μαριάμ), Мария (Μαρία) | Mary                                       | Арабский: Maryām (مريم), китайский: (瑪利亞), коптский : Maria (Ⲙⲁⲣⲓⲁ), французский: Marie, немецкий: Maria, итальянский: Maria, иудейско-арамейский : Maryām (מרים), мальтийский: Marija, португальский: Maria, испанский: Мария, сирийский : Мариам, вьетнамский: Мария |
| «Благодати полная», «Благословенная», «Благословеннейшая» | Gratia plena, Beata, Beatissima       | κεχαριτωμένη (kecharitomene)   | «Full of Grace», «Blessed», «Most Blessed» | от приветствия ангела Марии в Лк. 1:28; |
| «Дева»                                                    | Virgo                                 | Parthenos (Παρθένος)           | «Virgin», «the Virgin»                     | греческое παρθένος из Мф. 1:22; Игнатий Антиохийский относил к девственности Марии и материнству (ca. 110); |
| «Причина нашего спасения»                                 | causa salutis                         |                                | «Cause of our Salvation»                   | по Иринею Лионскому (150—202); |
| «Матерь Божия»                                            | Mater Dei                             | Meter Theou (Μήτηρ Θεοῦ)       | «Mother of God»                            | часто сокращается до аббревиатуры ΜΡ ΘΥ в греческой иконографии; |
| «Богородица»                                              | Deipara, Dei genitrix                 | Θεοτόκος (Theotokos)           | «God-bearer»                               | букв. «та, носящая того, кто есть Бог»; общее наименование в православии с христологическими смыслами; официально утверждено во время собора в Эфесе (431) в ответ на несторианство, ставившее под сомнение учение Церкви о единстве сущностей Христа;                    |
| «Приснодева»                                              | semper virgo                          | ἀειπάρθενος (aei-parthenos)    | «Ever-virgin»                              | |
| «Святая Мария»                                            | Sancta Maria                          | Ἁγία Μαρία (Hagia Maria)       | «Holy Mary», «Saint Mary»                  | греческое воззвание мало распространено в современном православии (восточном христианстве); |
| «Всесвятая»                                               | «Святейшая», Sanctissima, tota Sancta | Παναγία (Панагия)              | «Most Holy»                                | |
| «Пречистая»                                               | Purissima                             |                                | «Most Pure»                                | |
| «Непорочная»                                              | immaculata                            | ἀκήρατος (akeratos)            | «Immaculate»                               | |
| «Владычица»                                               | Domina                                | Δέσποινα (Despoina)            | «Lady», «Mistress»                         | схоже с «Мадонна» (итал. Madonna, от ma «моя» + donna «госпожа»; от лат. domina); также, (фр. Notre Dame, букв. «наша госпожа»); |
| «Царица Небесная»                                         | Regina Caeli                          |                                | «Queen of Heaven»                          | Мария отождествляется с персонажем из Откр. 12:1; |

## Постановлениями Римских Пап
- После битвы при Лепанто в 1521 году Папа Пий V учредил праздник Девы Марии Розария.
- Во время Первой мировой войны Папа Римский Бенедикт XV добавил к Марии Лорето воззвание «Марии Царицы Мира».
- В 1960 году Папа Иоанн XXIII изменил название «Праздник Святого Розария» (ранее «Праздник Богоматери Победы») на «Праздник Девы Марии Розария».
- Папские постановления закрепили для Марии наименование «Королева Польши», см. «Пресвятая Дева Мария, королева Польши».

## Описательные названия Марии, связанные с изобразительным искусством
| Тип изображения                                                  | Типичный художественный стиль | Описание |
| ---------------------------------------------------------------- | ----------------------------- | --- |
| Одигитрия «Показывающая Путь»                                    | византийский                  | Мария держит Христа в своей левой руке, а правой рукой она «показывает путь», указывая на Него; |
| лат. Sedes Sapientiae «Трон Мудрости»                            | романский                     | Христос восседает на коленях Своей матери Марии, символически — «Престол Мудрости»; |
| «Готическая Мадонна»                                             | готика                        | Основано на византийской иконописи Одигитрии; обычно изображает стоящую улыбающуюся Марию и игривого Христа-ребёнка; считается одним из самых ранних изображений Марии, которое строго западное; |
| Мадонна Лактанс «Млекопитательница»                              | Готика и Ренессанс            | Богородица изображена кормящей грудью Святого Младенца. Одним из самых ранних изображений (если не самым ранним изображением) Марии является кормление Девы Марии, написанное в Катакомбе Присциллы в Риме, c. AD 250; Осуждён Тридентским собором и редко встречается впоследствии;                                                 |
| лат. Mater Misericordiae «Дева / Матерь Милосердия»              | Готика, ренессанс, барокко    | Царственная, небесная Мария изображена покрывающей верующих в защитной мантии; впервые возникла в конце XIII века в Центральной Европе и Италии; изображение обычно ассоциируется с чумными памятниками; |
| Маэста «Величие» от лат. Virgo Deipara «Дева Богоносица»         | готика                        | Мария сидит в величии, держит Младенца Христа; по мотивам византийской Никопойской иконографии; |
| Пьета «Жалость» лат. Mater Dolorosa «Мать скорбящая»             | Готика, ренессанс, барокко    | Мария держит мертвое тело Иисуса Христа после его распятия; этот тип появился впервые в 13-м веке в Германии как икона Andachtsbild или религиозная икона, связанная с горем; Итальянские Pietàs появились в XIV веке; Пьета Микеланджело (1498 – 1499) признана шедевром;                                                           |
| лат. Mater Amabilis «Любезная мать» обычно «Мадонна с младенцем» | Ренессанс, барокко            | Культовое западное изображение со многими вариациями; по мотивам византийской иконографии Гликофилуса («сладкие поцелуи»); Мария отворачивает свой взгляд от Младенца Христа, когда видит Его будущие Страдания; Очевиден енессансный акцент на классических идеальных типах, реалистичной анатомии человека и линейной перспективе; |

## Религиозные наименования
В «Литании Пресвятой Деве Марии» — (лат. Litaniae Lauretanae) к Марии обращаются с более чем пятидесятью наименований, такими как «Самая чистая мать», «Самая благоразумная дева» и «Причина нашей радости».

Другие религиозные наименования включают в себя: 
- Ковчег Завета — (англ. Ark of the Covenant)
- Скорбящим утешение — (англ. Comfort of the Afflicted)
- Дверь небесная — (англ. Gate of Heaven)
- Больным исцеление — (англ. Health of the Sick)
- Верным помощь — (англ. Help of the Afflicted)
- Святая Мария — (англ. Holy Mary)
- Святая Дева над девами — (англ. Holy Virgin of Virgins)
- Непорочное Сердце Марии — (англ. Immaculate Heart of Mary)
- Мария, Царица Америки — (исп. María, Reina de las Américas)
- Звезда утренняя — (англ. Morning Star)
- Матерь Христова — (англ. Mother of Christ)
- Матерь милосердия — (англ. Mother of Mercy)
- Матерь скорбящая — (англ. Mother of Sorrows)
- Мадонна доброй дороги[англ.] — (итал. Madonna Della Strada)
- Матерь Церкви — (англ. Mother of the Church)
- Роза таинственная[англ.] — (лат. Mystical Rose)
- Богоматерь Вознесения[англ.] (англ. Our Lady of the Annunciation)
- Богоматерь Вифлеемская[англ.] (англ. Our Lady of Bethlehem)
- Богоматерь Любви[англ.] (англ. Our Lady of Charity)
- Богоматерь Шартрская[англ.] (англ. Our Lady of Chartres)
- Богоматерь Комбермерская[англ.] (англ. Our Lady of Combermere)
- Богоматерь Сострадания — (англ. Our Lady of Compassion)
- Богоматерь Благодати[англ.] (англ. Our Lady of Grace)
- Богоматерь Лисанская (англ. Our Lady of Lebanon)
- Богоматерь света — (англ. Our Lady of Light)
- Богоматерь Лорето[англ.] (англ. Our Lady of Loreto)
- Богоматерь Севера — (англ. Our Lady of the North)
- Богоматерь Провиденс[англ.] (англ. Our Lady of Providence)
- Богоматерь Рансомская[непальск.] (англ. Our Lady of Ransom)
- Богоматерь Единения[англ.] (англ. Our Lady of Solitude)
- Богоматерь, Звезда Морская (англ. Our Lady, Star of the Sea)
- Богоматерь Стокгольмская — (англ. Our Lady of Stockholm)
- Царица всех святых[англ.] (англ. Queen of All Saints)
- Царица Америк — (англ. Queen of the Americas)
- Царица ангелов — (англ. Queen of the Angels)
- Царица апостолов[англ.] — (англ. Queen of Apostles)
- Царица исповедников[англ.] — (англ. Queen of Confessors)
- Царица семей[англ.] — (англ. Queen of Families)
- Царица мучеников[англ.] — (англ. Queen of Martyrs)
- Царица патриархов[англ.] — (англ. Queen of Patriarchs)
- Царица пророков[англ.] — (англ. Queen of Prophets)
- Царица девственниц[англ.] — (англ. Queen of Virgins)
- Царица мира[англ.] — (англ. Queen of the World, лат. Regina mundi)
- Грешникам прибежище[англ.] — (англ. Refuge of Sinners)
- Спасение народам Рима — (лат. Salus Populi Romani)
- Башня Давида — (англ. Tower of David)
- Узлов Разрешительница[англ.] — (англ. Untier of Knots; также, «Узлов Устранительница»)

### Теологическаямариология
За исключением Господа Иисуса Христа, который имеет двойственную природу — человеческую и божественную (диофизизм), Пресвятая Дева Мария является уникальным человеческим существом — так гласит догма. Кроме того, она соотносится с четырьмя различными догмами и множеством Марианских титулов. Христианские молитвы, титулы и искусство свидетельствуют о её выдающейся роли у престола Божьего в истории спасения.
В молитве «Радуйся, Мария» ангел Благовещения говорит, что она «полна благодати» и говорит от имени и по велению Бога. В Никейском Символе веры сказано, что Иисус был «воплощен Святым Духом и Девой Марией и стал человеком», что означает, что Божественная благодать прежде всего касается Реального Присутствия Святого Духа Бога в её теле, степени о её участии в жизни Святой Троицы, а также о количестве харизм Бога Святого Духа, которые она постоянно получает, и что только ей позволено Богом перераспределять.
Богородица была помазана Богом Святого Духа, суммируя помазания Царей, Пророков, Судей и Первосвященников Израиля, как это делал Иисус Христос Бог. Поскольку явления Марии свидетельствуют о её даре пророчества, Дева Мария приближается к помазаннику Израиля по своим наименованиям:
- Заступница Церкви (как и судьи Израиля) — (англ. Advocate of the Church)
- Медиатриса всех благодатей[англ.][21] (как первосвященник Израиля),
- Царица ангелов (как и цари Израиля): картины Коронации Девы представляют иерархию ангелов Божьих, когда они начинают служить Марии вечно, после того как она согласилась стать Богородицей.

В римско-католической и в православной церкви Богородица чествуется в особой манере, называемой греческим словом hyperdulia, которая вторична только обожанию, оставленному лишь Триединому Богу. Она почитается и почитается таким образом, потому что никакое другое существо, как ангельское, так и человеческое, не обладает такой мощью, как Мария, чтобы ходатайствовать о благодати Божьей для Его сыновей.

## Наименования, связанные с религиозными изображениями
- «Чёрная Мадонна» (или Vierges Noires ) — это тип статуи или картины, как правило, XII-XV веков, на которой Мария и, довольно часто, младенец Иисус изображены с тёмными чертами лица[22]. В Европе более 450 чёрных Мадонн. Название, данное Марии, обычно отражает местоположение изображения. Чёрная Мадонна из Ченстоховы, Богоматерь Канделария[англ.] и Богоматерь Мира и Доброго Путешествия[англ.] — это наиболее известные примеры.
- Мать Доброго Совета (лат. Mater boni consilii)  —  это название, данное Пресвятой Деве Марии после того, как одноимённая картина была признана чудотворной. В настоящее время находится в августинской церкви XIII века в Генаццано, недалеко от Рима, Италия.
- Движение Шенштатт[англ.] относится к Марии, изображенной на картине как «Богоматерь —Убежище грешников». Преданность Марии как Матери Трижды Восхищенной имеет важное значение в движении Шенштатт.

Другие наименования, связанные с изображениями, включают в себя: 
- Богоматерь Арансасу[англ.]
- Богоматерь Аточи[англ.][23]
- Богоматерь Быстрой Помощи[англ.] (фр. Notre Dame du Prompt Secours)
- Богоматерь Камарина[англ.] (Гуам)
- Богоматерь Ковадонги[англ.]
- Богоматерь Кораттимути[англ.] (Индия)
- Богоматерь Льеса (фр. Notre-Dame de Liesse)
- Богоматерь Манаоаг
- Богоматерь Мира[англ.]
- Богоматерь Назарета[англ.]
- Богоматерь Неустанной Помощи
- Богоматерь Пеньяфранкия[англ.]
- Богоматерь Пиата[англ.]
- Богоматерь побережья Манилы[англ.]
- Богоматерь Порта Вага[англ.] (исп. Nuestra Señora de la Soledad de Porta Vaga)
- Богоматерь руководства[англ.]
- Богоматерь скал
- Богоматерь Турумбы[англ.]
- Богоматерь Уверенности[англ.]
- Богоматерь Честного Успеха[англ.]

## Наименования, связанные с явлениями
- Богоматерь Акитская
- Богоматерь  Банно[англ.]
- Богоматерь  Боренская[англ.]
- Богоматерь Кабетская[англ.]
- Богоматерь Караваджо[англ.]
- Богоматерь Китайская[англ.]
- Богоматерь Коромото
- Богоматерь Фатимская
- Богоматерь Гваделупская
- Богоматерь Доброго Здравия[англ.]
- Богоматерь Умелой Помощи[англ.]
- Богоматерь Слова[англ.] (Кибехо)
- Богоматерь Нокская[англ.]
- Богоматерь Ла-Салетта
- Богоматерь Лавангская[англ.]
- Богоматерь Лосская[англ.]
- Богоматерь Лурдская
- Богоматерь Чудесного Медальона
- Богоматерь Кармельская
- Богоматерь Столпа[англ.]
- Богоматерь Снежная
- Богоматерь Валларпадамская[англ.]
- Богоматерь Уолсингемская
- Богоматерь Зейтунская

## Латинская Америка
Несколько наименований Марии, найденных в Латинской Америке, относятся к культовым её изображениям, представленным в иконографии, отождествленной с конкретным уже существующим наименованием, адаптированным к конкретному месту. «Богоматерь Луханская» в Аргентине» делает отсылку на маленькое терракотовое изображение, сделанное в Бразилии и отправленное в Аргентину в мае 1630 года. Его внешний вид был вдохновлен «Непорочными» Мурильо . Богоматерь Копакабана (Боливия) — фигура, связанная с преданностью Марии под названием «Богоматерь Канделария, Богоматерь Копакабана». Около четырёх футов в высоту, статуя была сделана Франциско Тито Юпанки около 1583 года и одета в цвета и платье принцессы инков
- Фельдмаршал армии Парагвая[25].
- Богоматерь беспокойных (порт. Nossa Senhora dos Aflitos), Бразилия[23]
- Богоматерь Благовещения (порт.  Nuestra Señora de la Anunciación)[23]
- Богоматерь Успения (порт. Nuestra Señora de la Asunción)
- Богоматерь Апаресида[англ.]
- Богоматерь Кармельская Майпу (англ. Our Lady of Carmel of the Maipú)[24]
- Богоматерь Розария Чикингирская[англ.]
- Богоматерь Розария Святого Николая[англ.], Буэнос-Айрес, Аргентина[26]
- Богоматерь Лос-Анджелеса[англ.] (исп. Nuestra Señora de los Ángeles, англ. Our Lady of the Angels), Коста-Рика[24]
- Суяпская Богоматерь (Гондурас)
- Богоматерь тридцати трёх[англ.]

## Наименования в православной церкви
Богородица (Теотокос) в переводе с греческого означает «Богоносец» и переводится как «Богоматерь». Это наименование было дано Марии на Третьем Вселенском Соборе в Эфесе в 431 году нашей эры (ср. Лк. 1:43)
- Живоносный Источник;
- Наша Матерь Святая Дева (англ. Our Mother the Holy Virgin) (Ин. 19:27)[27];
- Богоматерь Казанская;
- Богоматерь Фёдоровская;
- Панагия;
- Царица по правую руку Царя (англ. The Queen Who is by the Right Side of the King) (из Пс. 45:9)[27];
- Богородица Владимирская.

## Наименования Марии в исламе
Коран упоминает Марию (араб. مريم‎) под следующими наименованиями:
- Ма'сума — «Безгрешная»
- Мустафия — «Избранная»
- Нур — «Свет». Её также называют Умм Нур («Мать того, кто был Светом») в отношении Исы.
- Qanita — термин подразумевает постоянное подчинение Аллаху, а также погружение в молитву и призыв.
- Ракиа — «Поклоняющаяся Аллаху»
- Саима — «Постящаяся»
- Sājidah — «Простирающаяся к Аллаху в поклонении»
- Сиддика — «Принимающая как истину», «Имеющая веру» или «Искренне верущая полностью»
- Тахира — «Очищенная»